# 杜松
杜松（？—1619年4月15日），字來清，明朝陝西榆林人。為明朝大將。勇健絕倫，塞外民族皆稱其為“杜太師”。為明朝大將杜桐之弟。

## 生平
杜松，號稱“杜黑子”。交鋒時擄起兩臂，烏黑如漆，持著金刀亂斫。杜松有勇無謀，為人粗蠻鹵莽，作戰時身先士卒，遇事不如意即自毀甲冑，聲稱欲削髮為僧。萬曆三十六年（1608年）夏，官为总兵，接替李成梁镇辽东。期間曾因戰败而要自杀，还焚毁所有甲胄器仗，被朝廷勒令还乡。後來再被起用為總兵，參與討伐建州女真努爾哈赤。
萬曆四十七年（1619），楊鎬分兵四路，由四個總兵官率領，進攻赫圖阿拉。中路左翼是山海關總兵杜松；中路右翼是遼東總兵李如柏；北路是開原總兵馬林；南路是遼陽總兵劉鋌。楊鎬本人坐鎮沈陽，指揮全局。杜松急於立功，踏雪冒進，四月十四日在蘇子河匯入渾河附近渡河。至薩爾滸（今遼寧撫順東渾河南）遇伏，吉林崖下杜松被努爾哈赤之子貝勒賴慕布射殺，明軍大亂，全軍覆沒。十五日，努爾哈赤率領八旗主力，攻破北路明軍營壘。北路主將馬林大敗，單騎逃回開原。楊鎬得知兩路兵敗，急檄李如柏、劉鋌兩軍。然劉鋌已深入三百里，身中埋伏亦戰死。中路右翼李如柏接到經略楊鎬的撤兵命令，急忙撤退。薩爾滸之戰後，朝议多咎杜松轻进。
天啟年間追赠少保左都督，世廕千户，立祠赐祭。